# Nguyễn Thái Đại Văn
Nguyễn Thái Đại Văn (sinh ngày 12 tháng 12 năm 2001) là một đại kiện tướng cờ vua Cộng hòa Séc gốc Việt Nam.

## Tiểu sử
Cha của Nguyễn Thái Đại Văn là một doanh nhân Việt Nam.
Năm 2011, Nguyễn Thái Đại Văn vô địch Cờ vua trẻ CH Séc lứa tuổi U10. Sau đó, anh hai lần liên tiếp vô địch giải Cờ vua trẻ CH Séc lứa tuổi U12 (2012, 2013).
Anh đã tham gia Giải vô địch cờ vua trẻ châu Âu và Giải vô địch cờ vua trẻ thế giới ở các nhóm tuổi khác nhau. Kết quả tốt nhất là vào năm 2019, tại Bratislava, Nguyễn Thái Đại Văn thắng Giải Cờ vua trẻ Châu Âu lứa tuổi O18.
Năm 2016, Thái Đại Văn Nguyên được trao danh hiệu FIDE kiện tướng quốc tế (IM). và nhận danh hiệu FIDE Đại kiện tướng (GM) hai năm sau đó. Nguyễn Thái Đại Văn đã trở thành kiện tướng cờ vua trẻ nhất Cộng hòa Séc ở tuổi 16.